# Iain Sinclair
Iain Sinclair FRSL (Cardiff, Gales, 11 de junio de 1943) es un escritor y cineasta galés. Estudió en el Trinity College de Dublín, en el Courtauld Institute of Art y en la London School of Film Technique. Su obra explora la ciudad de Londres desde la práctica de la psicogeografía, entrelazando sus lugares, historias y leyendas con las emociones y los comportamientos que ahí conviven. Sus primeros trabajos fueron en forma de poesía, publicados en su propia microeditorial, Albiol Village Press. Hoy su extensa bibliografía incluye clásicos como Lights Out for The Territory: 9 Excursions in the Secret History of London (Granta Books, 1998), London Orbital: A walk Around the M25 (Penguin UK, 2003) y Hackney, That Rose-Red Empire (Penguin, 2010), que ganó el premio Ondaatje. También se han publicado algunas de sus obras en castellano, incluyendo La ciudad de las desapariciones (Alpha Decay, 2015) y Calor de Lud (Fire Drill 2016).